# Audi A6 (C5)
Второе поколение Audi A6 вышло весной 1997 г. (несмотря на это, модельный год уже 1998, так как предыдущее поколение выпускалось параллельно). Оно основывалось на новой платформе C5, кузов имел заводское обозначение 4B. Второе поколение Audi A6 выпускалось в кузовах седан и универсал Avant. На его основе впоследствии был разработан Audi A6 Allroad quattro.
Новый стиль автомобиля стал «фирменным лицом» всей линейки автомобилей Audi и позволил Audi A6 иметь очень низкий для автомобилей своего класса коэффициент лобового сопротивления 0,28. Всё это дало возможность конкурировать A6 с лидерами в своём классе BMW 5-Series и Mercedes-Benz E-Class, а журнал Car and Driver включал Audi A6 в десятку лучших автомобилей в 2000 и 2001 годах.
Также выпускались спортивные модификации автомобиля A6 — Audi S6 с двигателем 4.2 л. Также была более мощная модификация Audi RS6 с двигателем 4.2 л.с. и двумя турбонагнетателями мощностью 450 л.с. Была выпущена и ограниченная серия Audi RS6 plus с двигателем 4.2 л, также с двумя турбонагнетателями со слегка увеличенной мощностью 480 л. с. Модификация RS6 plus была доступна только в кузове «универсал».

## Типы кузова
- Седан
- Седан
- Avant (универсал)
- Avant (универсал)

## Кузов
Кузов автомобиля полностью оцинкован, производитель дает 10-летнюю гарантию на отсутствие сквозной коррозии. Кузов представляет собой несущую стальную конструкцию, капот выполнен из алюминиевого сплава на всех модификациях независимо от объёма двигателя.

## Коробки переключения передач
На этом поколении дебютировала новая пятидиапазонная коробка передач Tiptronic с секвентальным переключением передач, в качестве опции доступны клавиши переключения передач в ручном режиме. Наряду с ней на переднеприводных моделях могла устанавливаться четырёхдиапазонная АКПП. С 1999 модельного года только на переднеприводных модификациях опционально могла устанавливаться вариаторная КПП. Все автоматические коробки переключения передач (АКПП) имеют «динамическую программу переключения» DSP (DPR «динамическая программа регулирования» для вариатора). Механические коробки переключения передач полностью синхронизированные 5- или 6-ступенчатые.

## Безопасность
Основу безопасности пассажиров составляют прочная секция салона с определёнными характеристиками деформирования, подушки безопасности водителя и переднего пассажира, а также передние боковые подушки безопасности даже в базовой модификации, в качестве опции были доступны боковые подушки безопасности для задних пассажиров, а также подушки безопасности для защиты головы при боковом ударе. Также «в базе» — механизмы натяжения ремней безопасности для всех сидений. Опционально на переднеприводные а/м устанавливалась антипробуксовочная система ASR, на полноприводные модификации Audi A6 quattro по умолчанию устанавливалась электронная блокировка дифференциалов EDS/EDL, которая одновременно выполняла и функции антипробуксовочной системы (с ней возможна пробуксовка только всех четырёх ведущих колёс, при пробуксовке от одного до трёх колёс, система притормаживает буксующее(-ие) колесо(-а), опционально на переднее и полноприводные модификации устанавливается система стабилизации курсовой устойчивости ESP, а также усилитель экстренного торможения. Все модели оснащались антиблокировочной системой тормозов ABS фирмы Bosch.

## Двигатели
Модель оснащалась широкой гаммой как бензиновых, так и дизельных двигателей. Были доступны рядные четырёхцилиндровые (1.8 турбо и 2.0), V-образные шестицилиндровые (2.4, 2.7 битурбо, 2.8 и 3.0), W-образные восьмицилиндровые (4.2) с электронным управлением впрыска и зажигания Motronic. Дизельные двигатели — рядные четырёхцилиндровые (1.9 TDI), V-образные шестицилиндровые (2.5 TDI).

### Мощность двигателя
| Двигатель   | Мощность                 | Вид топлива | Крутящий момент Н·м/об. мин | Примечание                                                                |
| ----------- | ------------------------ | ----------- | --------------------------- | ------------------------------------------------------------------------- |
| 1.8         | 125 л. с.                | Аи-95       | 168/2800                    |                                                                           |
| 1.8 турбо   | 150 или 180 л. с.        | Аи-95/98    | 210/1750                    | В зависимости от модификации                                              |
| 2.0         | 130 л. с.                | Аи-95       | 195/3300                    | Доступен только для «рестайлинговой» модели и только с передним приводом  |
| 2.4         | 165 л. с.                | Аи-95       | 230/3200                    | Для «рестайлинговой» модели 170 л. с.                                     |
| 2.7 битурбо | 230 л. с.                | Аи-95       | 310/1700                    | 250 л. с. для рынка США и Канады                                          |
| 2.7 битурбо | 250 л. с.                | Аи-95       | 350/1800                    | Только для «рестайлинговой» модели, в том числе и для американского рынка |
| 2.8         | 193 л. с.                | Аи-95       | 280/3200                    | 201 л. с. для рынка США и Канады                                          |
| 3.0         | 220 л. с.                | Аи-98/95    | 300/3200                    | Только для «рестайлинговой» модели, в том числе и для американского рынка |
| 4.2         | 300 л. с.                | Аи-95       | 400/3000                    |                                                                           |
| 1.9 TDI     | 110, 115, 130 л. с.      | дизельное   | 285/1750                    | Мощность в зависимости от модификации                                     |
| 2.5 TDI     | 150, 155, 163, 180 л. с. | дизельное   | 370/1500                    | Мощность в зависимости от модификации                                     |

Для двигателей рассчитанных на топливо Аи-95, допустимо кратковременное использование бензина марки Аи-91, аналогично для двигателей рассчитанных на Аи-98, допустимо кратковременное использование бензина марки Аи-95, с соответствующим снижением мощности и крутящего момента. Все двигатели Audi A6 с жидкостным охлаждением (в зависимости от модификации от одного до трёх вентиляторов в системе охлаждения), расположены продольно.
| Двигатель | Объём моторного масла |
| --------- | --------------------- |
| 1.8 турбо | 3,8 литра             |
| 2.4       | 6,0 литра             |
| 2.8       | 6,5 литра             |
| 1.9 TDI   | 3,5 литра             |
| 2.5 TDI   | 5,5 литра (5,2)литра  |

В зависимости от модели ДВС 

## Тип привода
Выпускались модели с передним и постоянным симметричным полным приводом «quattro®». На полноприводных моделях quattro® установлен межосевой дифференциал «Torsen» с распределением момента 50 % на переднюю ось и 50 % на заднюю ось, в случае пробуксовки одной из осей момент может распределяться произвольно в зависимости от степени пробуксовки оси от 25 % на переднюю и 75 % на заднюю ось и наоборот от 75 % на переднюю и 25 % на заднюю ось. Распределение момента происходит мгновенно, дифференциал Torsen очень надёжен так как является полностью механическим устройством реагирующим на крутящий момент и не имеющий электронных компонентов вследствие чего отказоустойчив в отличие от систем с электронной блокировкой и распределением момента (вискомуфта, Haldex и т. д.).
Критически важным для дифференциал «Torsen» является одинаковый диаметр всех колес автомобиля. Установка колес с разным диаметром приводит к преждевременной поломке дифференциала.

## Подвеска автомобиля
Ходовая часть из алюминиевого сплава, что в свою очередь обеспечивает снижение нагрузки на подвеску, вследствие снижения неподрессоренной массы автомобиля, с 2000 модельного года для ещё большего снижения неподрессоренной массы автомобиля поворотные кулаки также стали изготавливать из алюминиевого сплава.
Передняя подвеска независимая, многорычажная (четыре рычага с каждой стороны и стабилизатор поперечной устойчивости).
Миф о ненадёжности алюминиевой передней подвески Audi основан на том что первые партии автомобилей Audi A4 (образца 1994 года, кузов 8D, платформа B5) и Audi A8 (образца 1994 года, кузов 4D, платформа D2) оснащались алюминиевыми рычагами с действительно «слабой» подвеской, но в ходе модификаций этот недостаток был полностью устранён и не распространяется на Audi A6 (в частности в ходе замены на всех Audi A4 и A8 «проблемные» рычаги передней подвески давно заменили на модифицированные, так как в качестве запчастей доступны только модифицированные и усиленные рычаги). «Проблемные» рычаги имели срок службы порядка 25…30 тысяч км, модернизированные при аккуратном вождении имеют срок службы от 100 до 150 тысяч км («нормальные» кованые стальные или даже штампованные из толстого листа рычаги без повреждения в ДТП служат весь срок жизни автомобиля, меняются лишь резиновые детали и шарниры).
Амортизационные стойки из цилиндрических винтовых пружин с прогрессивной характеристикой, газонаполненные амортизаторы в виде двойной трубы и верхних опор большого размера. Стабилизатор не участвует в направлении колёс, а через соединительные тяги связан с рычагами, на ранних модификациях тяги имели шаровые шарниры, впоследствии для увеличения срока службы были заменены на тяги с сайлентблоками. Балка моста крепится к кузову на резинометаллических опорах.
Подвеска задних колёс на переднеприводных автомобилях полунезависимая, на полноприводных Audi A6 quattro многорычажная со стабилизатором поперечной устойчивости. Элементы подвески через резинометаллические опоры соединены шарнирами с эластично установленной балкой подвески, что обеспечивает эффективное гашение вибраций кузова. Подрессоривание задней подвески осуществляется винтовыми пружинами и двумя амортизаторами.
В качестве опции была доступна пневматическая подвеска всех четырёх колёс с системой постоянного поддерживания клиренса автомобиля, схожая по конструкции с подвеской а/м Audi A6 Allroad quattro.

## Рулевое управление
Рулевой механизм — реечного типа, с гидроусилением, в качестве опции реечный, с коэффициентом усиления зависимым от скорости движения автомобиля (Servotronic). Регулируемая по высоте и углу наклона, травмобезопасная рулевая колонка, в качестве опции доступна электрорегулировка по высоте и углу наклона с памятью на три положения и привязкой к различным ключам зажигания.

## Тормозная система
Базовая тормозная система — гидравлическая, двухконтурная с диагональным разделением и сдвоенным усилителем. Система антиблокировки тормозов (ABS) с электронным распределением тормозных сил (EBV) и вакуумным усилителем.
Тормозные механизмы — дисковые, вентилируемые на передних колёсах, на модификациях с двигателями 2.7 битурбо и 4.2 литра с вентилируемыми тормозными дисками увеличенного размера (не позволяющими устанавливать колёсные диски менее 16 дюймов в диаметре, на остальные автомобили возможна установка колёсных дисков R15). На автомобилях Audi A6 Avant передние тормозные механизмы отличаются немного увеличенным диаметром тормозных дисков (от кузова седан), для сохранения одинакового тормозного пути более тяжёлого кузова «универсал» в сравнении с кузовом «седан».

## Доступные опции
В качестве опции доступна информационная система водителя и бортовой компьютер, отображающий мгновенный и средний расход топлива, время в пути, среднюю скорость движения и возможный пробег на остатке топлива, каждые два часа система предлагает сделать привал на отдых. Также доступно «ограничение» скорости движения с двумя значениями, при превышении которых раздаётся звуковой сигнал и выводится соответствующее предупреждение на дисплей информационной системы водителя (максимальная скорость движения при этом не ограничивается), но на автомобилях с двигателями 2.7 битурбо и 4.2 литра есть ограничение максимальной скорости движения — 250 км/ч, для рынка США и Канады для всех автомобилей установлено ограничение максимальной скорости 125 миль в час (201 км/ч).
Великолепная аэродинамика и применение лёгких материалов способствовали снижению расхода топлива и улучшению динамики и скоростных показателей по сравнению с предыдущим поколением, несмотря на увеличение габаритных размеров. Использование высокопрочной стали и дополнительных защитных элементов, а также разработка больших зон деформации, обеспечили ещё большую безопасность, чем у предыдущей модели.
В качестве базовых опций были доступны: четыре подушки безопасности, антиблокировочная система тормозов, электропривод и автоматический обогрев обоих зеркал заднего вида, электропривод всех четырёх стёкол дверей, с безопасной функцией закрытия (в случае прищемления, стекло автоматически опускается), а также с функцией «авто» на всех дверях и функцией автоматического закрытия стёкол при закрытии автомобиля, кондиционер с раздельной регулировкой температуры для левой и правой части салона, рециркуляцией и салонным фильтром с угольным наполнителем улавливающим неприятные запахи и пыльцу, автоматически выключаемый обогрев заднего стекла, электрокорректор фар головного света, противотуманные фары, центральный замок с радиоуправлением, иммобилайзер с противоугонной системой, стеклоочиститель с тремя режимами скорости, в том числе регулируемой паузой между циклами, пять подголовников с регулировкой по высоте и наклону, раздельные спинки заднего сиденья 1/3 и 2/3, с люком в заднем подлокотнике с защитным чехлом для перевозки длинномерных грузов, три подстаканника.
В качестве опций был доступен широкий набор опций, включающий в себя: до десяти подушек безопасности с функцией деактивации подушки переднего пассажира (для установки детского кресла на переднее сиденье), антипробуксовочная система ASR, система стабилизации ESP, кондиционер с автоматической функцией поддержания выставленной температуры для левой и правой части салона автомобиля «Klimatronic» с ручной и автоматической рециркуляцией в зависимости от чистоты воздуха, шестиступенчатый подогрев сидений (как передних, так и задних), электроподогрев личинки замка водительской двери, электроподогрев форсунок омывателя ветрового стекла, аудиосистема «Concert» или «Symphony» с радио и компакт-кассетой и/или компакт-диском, восемь динамиков в салоне, сабвуфер, аудиосистема «Bose», CD-чейнджер, систему навигации (в том числе и с большим цветным ЖК-дисплеем), телевизионный приёмник, информационная система водителя, бортовой компьютер, датчики давления воздуха в шинах, отделка салона автомобиля матовым алюминием, либо ценными породами дерева покрытых лаком или без, кожаная обшивка сидений и салона, спортивные кресла Recaro спереди и сзади, электропривод сидений с памятью, зеркала с функцией «парковка» и памятью (с привязкой к положение водительского сиденья и к разным ключам зажигания), стеклянный люк в крыше, также доступен стеклянный люк Webasto с интегрированной солнечной батареей (две модификации с различной мощностью), двойное остекление дверей «триплекс», зеркала с автоматическим затемнением при ослеплении водителя сзади, газоразрядные ксеноновые и биксеноновые фары головного света, противоугонная система с датчиками движения внутри салона и отдельной сиреной, дистанционная активация электропривода замка багажного отделения, фароомыватель, круиз-контроль, крепления детских сидений ISO-Fix, интегрированные в заднее сиденье детские кресла, телефон, функция Hands-free с интегрированным микрофоном в переднюю стойку, система автоматического дозвона до службы спасения в случае аварии, сетка в багажном отделении для крепления грузов, съёмный либо стационарный фаркоп, легкосплавные диски от 15 до 18 дюймов в диаметре, автономный обогреватель Webasto с функцией дистанционного запуска с отдельного пульта дистанционного управления и активацией по двум таймерам, стояночный обогреватель системы охлаждения, Home-link и многое другое.

## Фейслифтинг (рестайлинг)
Первый фейслифтинг (рестайлинг) модели произошёл в 1999 году, была усилена конструкция кузова, изменены фары головного света, передние противотуманные фары, форма зеркал заднего вида, щиток приборов (стрелочные часы заменены на цифровые с календарём), иммобилайзер. В модельной гамме появились двигатели 2.7 битурбо и 4.2 л., «Евро 3» (для европейского рынка, вместо «Евро 2»).
В качестве опции стал доступен вариатор для а/м с передним приводом и моментом до 310 Н*м.
Второй фейслифтинг модели произошёл в 2001 году (2002 модельный год), была усилена конструкция кузова, изменены фары головного света (в качестве опции ксенон, либо биксенон), задние фонари, дублёры указателей поворота,  передний и задний бампера (выхлопные трубы выведены наружу), размер правого зеркала заднего вида, щиток приборов (появились кольца из матового алюминия в качестве ободков шкал приборов), отделка кузова вместо хромированных деталей, получила детали из матового алюминия, климат-контроль получил функцию автоматической рециркуляции в зависимости от чистоты воздуха, двигатель 2.8 л был снят с производства (взамен него начал выпускаться двигатель 3.0), другие двигатели были немного модернизированы и была слегка увеличена мощность, модернизированы АКПП, визуальное отличие в появившемся режиме «спорт» и отсутствию режимов «4, 3, 2» для автоматической коробки «Tiptronic». Модернизирована аудиосистема. Система диагностики автомобиля через CAN-шину.

## Тактико-технические характеристики

### Динамика разгона для различных модификаций
| Двигатель | Тип привода | КПП  | Время разгона 0…100 км/ч |
| --------- | ----------- | ---- | ------------------------ |
| 1.8 T     | передний    | МКПП | 9,4 с                    |
| 1.8 T     | передний    | АКПП | 10,5 с                   |
| 1.8 T     | quattro     | МКПП | 9,5 с                    |
| 2.5       | передний    | МКПП | 9,4 с                    |
| 2.4       | передний    | АКПП | 10,2 с                   |
| 2.4       | передний    | МКПП | 9,2 с                    |
| 2.4       | quattro     | АКПП | 10,7 с                   |
| 2.8       | передний    | МКПП | 8,1 с                    |
| 2.8       | передний    | АКПП | 9,3 с                    |
| 2.8       | quattro     | МКПП | 7,9 с                    |
| 2.8       | quattro     | АКПП | 10,0 с                   |
| 2.7 T     | quattro     | МКПП | 6,0 с                    |
| 2.7 T     | quattro     | АКПП | 6,8 с                    |
| 1.9 TDI   | передний    | МКПП | 12,3 с                   |
| 1.9 TDI   | передний    | АКПП | 14,0 с                   |

### Максимальная скорость для различных модификаций
| Двигатель | Тип привода | КПП  | Максимальная скорость              |
| --------- | ----------- | ---- | ---------------------------------- |
| 1.8 T     | передний    | МКПП | 217 км/ч                           |
| 1.8 T     | передний    | АКПП | 213 км/ч                           |
| 1.8 T     | quattro     | МКПП | 216 км/ч                           |
| 2.5       | quattro     | МКПП | 230 км/ч                           |
| 2.4       | передний    | АКПП | 217 км/ч                           |
| 2.4       | quattro     | МКПП | 220 км/ч                           |
| 2.4       | quattro     | АКПП | 214 км/ч                           |
| 2.8       | передний    | МКПП | 236 км/ч                           |
| 2.8       | передний    | АКПП | 231 км/ч                           |
| 2.8       | quattro     | МКПП | 234 км/ч                           |
| 2.8       | quattro     | АКПП | 230 км/ч                           |
| 2.7 T     | quattro     | МКПП | 250 км/ч (ограничена электроникой) |
| 2.7 T     | quattro     | АКПП | 250 км/ч (ограничена электроникой) |
| 4.2       | quattro     | МКПП | 250 км/ч (ограничена электроникой) |
| 4.2       | quattro     | АКПП | 250 км/ч (ограничена электроникой) |
| 1.9 TDI   | передний    | МКПП | 194 км/ч                           |
| 1.9 TDI   | передний    | АКПП | 190 км/ч                           |

Динамика и максимальная скорость конкретного автомобиля, может отличаться в худшую сторону, в зависимости от наличия тех или иных опций увеличивающих массу автомобиля. Диаметр разворота автомобиля в кузове седан = 11,68 м.